# Woutertje Pieterse
De geschiedenis van Woutertje Pieterse kan de tweede roman van Multatuli genoemd worden. Het is tevens het bekendste werk van Multatuli na Max Havelaar. De geschiedenis van Woutertje Pieterse verscheen als fragmenten in de Ideeën, waar het ook een organisch geheel mee vormt. Het verhaal gaat over een dromerige en poëtische Amsterdamse jongen, Wouter Pieterse, die opgroeit in een kleinburgerlijk milieu in de Franse tijd. De kleinburgerlijkheid van zijn omgeving en nieuwsgierigheid van Wouter komen vaak met elkaar in botsing, en vormen het hoofdthema van het boek.

## Verschijningsgeschiedenis
Als het aan Multatuli zelf had gelegen was Woutertje Pieterse nooit afzonderlijk als roman uitgebracht. In 1890 is het door zijn weduwe toch in boekvorm uitgebracht. Na verschillende herdrukken te hebben beleefd verscheen in 1950 de editie van Garmt Stuiveling, de bezorger van de Volledige Werken van Multatuli. In 2006 verscheen een bekorte en bewerkte editie van Woutertje Pieterse door Ivo de Wijs, gevolgd door een geïllustreerde versie door Jan Kruis. De laatste betreft overigens het eerste deel van de Woutergeschiedenis, het tweede deel is verschenen in oktober 2010.

## Vernoemingen
Naar Wouter zijn onder meer de Woutertje Pieterseprijs en de Woutertje Pieterseschool in Leiden genoemd.
Op de Noordermarkt in Amsterdam staat het beeld Woutertje Pieterse en Femke van Frits Sieger. 
Er is tevens een Woutertje Pietersestraat in Amsterdam. In Hoogvliet vindt men een Woutertje Pietersepad aan de rand van de wijk Digna Johannapolder.